# Siro Meli
Siro Meli (Cabras, 10 de octubre de 1946-Cabras, 4 de septiembre de 2018) fue un deportista italiano que compitió en remo como timonel. Ganó dos medallas de plata en el Campeonato Mundial de Remo de 1985, en las pruebas de cuatro con timonel y ocho con timonel.

## Palmarés internacional
| Campeonato Mundial | Campeonato Mundial | Campeonato Mundial | Campeonato Mundial |
| Año                | Lugar              | Medalla            | Prueba             |
| ------------------ | ------------------ | ------------------ | ------------------ |
| 1985               | Malinas (Bélgica)  | Medalla de plata   | Cuatro con timonel |
| 1985               | Malinas (Bélgica)  | Medalla de plata   | Ocho con timonel   |